# Cephalocoema mineira
Cephalocoema mineira är en insektsart som beskrevs av Bentos-pereira 2007. Cephalocoema mineira ingår i släktet Cephalocoema och familjen Proscopiidae. Inga underarter finns listade i Catalogue of Life.